# Elpidiense Cascinare
L'Elpidiense Cascinare S.S.D. a R.L.  è una società calcistica di Sant'Elpidio a Mare, in provincia di Fermo. Come Elpidiense ha partecipato a otto campionati di Serie D e due di Serie C2 mentre dopo la fusione avvenuta nel 2006 con il Cascinare è riuscita a disputare altri due tornei di Serie D.

## Storia
L'Elpidiense viene fondata nel 1930.
Dopo sei stagioni passate nei campionati minori marchigiani, nella stagione 1977-1978 vince il campionato di Promozione e viene promossa in Serie D.
Si posiziona a centro classifica per quattro anni, quando, nella stagione 1981-1982 arriva prima nel campionato Interregionale ed ottiene una storica promozione in Serie C2, dove disputerà due campionati.
Sono due campionati molto significativi che sono rimasti nella memoria degli elpidiensi anche perché la porta è stata difesa in entrambi i campionati da Ricky Albertosi, ex portiere di Milan, Fiorentina e Cagliari, nonché della Nazionale arrivata seconda ai Mondiali del 1970 in Messico.
All'epoca il presidente era Cassetta con vice Valentini. Dopo l'ottimo sesto posto del campionato di C2 della stagione 1982-1983, in quella successiva retrocede tornando in Interregionale.
Dopo due retrocessioni consecutive nelle stagioni, 1984-1985 e 1985-1986, l'Elpidiense si ritrova in Prima Categoria.

Una formazione dell'Elpidiense nella stagione 1982-1983, neopromossa in Serie C2, con il numero uno Enrico Albertosi (in piedi, primo da sinistra).

Segue un ventennio in cui la squadra alterna tornei di alta classifica a campionati deludenti fino al 2006, anno in cui l'Elpidiense si fonde con la squadra della frazione Cascinare, la U.S. Cascinare 1969, che negli ultimi anni era riuscita a disputare gli stessi tornei della prima squadra cittadina ottenendo anche risultati migliori.
Nasce dunque l'Elpidiense Cascinare, colori bianco-rosso-blu. La nuova squadra, allenata dal tecnico di Ascoli Piceno Giovanni Clerici vince consecutivamente Promozione (nella stagione 2006-2007) ed Eccellenza (nella stagione 2007-2008), tornando così nei tornei interregionali.
Nel 2009, la squadra retrocede dopo aver perso incredibilmente i play-out salvezza contro il Luco Canistro. La gara di andata in Abruzzo fu vinta dall'Elpidiense Cascinare per 1-0, mentre nel ritorno i marchigiani vengono sconfitti per 2-0, retrocedendo così in Eccellenza, quando sarebbe bastato anche perdere di misura.
La dirigenza dell'Elpidiense Cascinare fa immediatamente domanda di ripescaggio e la FIGC la accoglie.
L'esordio del campionato 2009-2010 non è però dei più felici. La formazione biancorossoblu, allenata ora da Massimo Cardelli, che ha preso il posto di Giovanni Clerici, viene sconfitta per 4-0 da L'Aquila. Quella gara venne trasmessa in diretta televisiva sul canale Rai Sport e segnò l'esordio nel Campionato Nazionale Dilettanti della formazione del capoluogo abruzzese dopo il tragico terremoto del 6 aprile 2009.
La stagione fu particolarmente deludente per l'Elpidiense Cascinare che retrocedette un'altra volta posizionandosi al penultimo posto. Poi, nella stagione 2010-2011, tornò nel campionato regionale di Eccellenza. Per buona parte del girone d'andata, la formazione si trovò in prima posizione sognando un immediato ritorno nella massima serie dilettantistica.
Il doppio confronto contro l'Ancona terminò all'andata allo Stadio del Conero con un 1-1, mentre nella gara di ritorno, i calzaturieri vinsero 1-0. La partita venne trasmessa in diretta su Rai Tre per la sola regione Marche in quanto era stata vietata la trasferta ai tifosi della formazione dorica. L'Elpidiense Cascinare termina la stagione regolare al quarto posto, dietro il Tolentino. Nei play-off viene eliminata proprio dalla formazione cremisi.
Dopo una tranquilla stagione 2011-2012 arrivò di nuovo un'annata difficile nella stagione 2012-2013, quando la squadra, facente parte del gruppo di formazioni che occupano le zone basse della classifica, con un gran finale di stagione riuscì ad uscire dalla zona play-out e ad ottenere la permanenza nella massima categoria regionale.
Il miracolo non si ripeté nella stagione successiva quando la squadra finì terzultima e fu sconfitta ai play-out dal Corridonia. La stagione 2014-2015 vide l'Elpidiense Cascinare tornare al punto di partenza, in Promozione. La situazione critica però continuò e la squadra non riuscì a salvarsi retrocedendo ancora in Prima Categoria dove, nel decimo anniversario dalla fusione, riuscì a porre fine all'emorragia di declassamenti salvandosi solamente ai play-out.

## Palmarès

### Competizioni interregionali
- Campionato Interregionale: 1

1981-1982 (girone F)

### Competizioni regionali
- Eccellenza: 1

2007-2008
- Promozione: 2

1976-1977, 2006-2007 (girone B)
- Prima Categoria: 2

1960-1961 (girone B), 1961-1962 (girone B)

## Stadio
L'Elpidiense Cascinare gioca le proprie partite interne allo Stadio Vincenzo Ciccalè di Cascinare. Il manto di gioco è di erba. Lo stadio viene intitolato a Vincenzo Ciccalè, il quale è stato il primo presidente dell' U.S.Cascinare 1969 ed uno dei costruttori. Il Vincenzo Ciccalè fu fondato nel 1972, da cittadini di Cascinare. Inizialmente le tribune erano di terra e con il passare degli anni sempre migliorate fino al 1981 quando venne costruita una vera e propria tribuna in cemento che contenava all' incirca 1000 posti. Nel 2007 le tribune vengono modificate ulteriormente: viene aggiunta la copertura, separate in settore locale e settore ospite e vengono aggiunti i seggiolini bianco-rosso-blu colori sociali della squadra. La capienza scende a 800 posti. Inoltre lo stadio gode di un bar (la fossa alcolica) dove durante l'intervallo delle partite giocate in casa dall'Elpidiense Cascinare si possono gustare  panini con salsiccia a volontà.